# До голе коже
До голе коже је осми албум Стоје. Издат је 2008. године. Издавачка кућа је Grand Production, а продуценти Дејан Абадић и Злаја Тимотић.

## Песме
1. Баш, баш
2. До голе коже
3. Иди
4. Кучка
5. Може виски
6. Погрешна
7. Потопићу овај сплав / Сплав [I]
8. Стена
9. Музика (дует са Дејаном Матићем)